# 指田吾一
指田 吾一（さしだ ごいち、1909年（明治42年） - 1969年（昭和44年）3月24日）は、日本の医師、政治家。東京都田無市（現在の西東京市）長を務めた（2期）。

## 来歴
熊本県宇土市出身。日本医科大学を卒業した。戦時中は軍医として活動する。1945年、広島で原子爆弾により被爆する。この時の被爆体験を記録し、後日『原爆日記』として出版した。1953年12月、東京都北多摩郡田無町で開業する。1962年、田無町長に就任した。田無町は東京のベッドタウンとして人口が急増し、町長2期目の1967年に田無町は市制施行した。教育施設の整備のほか、急増する人口にともない、ゴミや屎尿の処理が大きな問題となり、市内に屎尿処理場を建設することを決定した。処理場予定地周辺の住民からの反対があったが、指田は市長として住民に対し粘り強い説得を続けたため、建設にこぎつけることができた。市長在任中の1969年に脳出血のため死去した。